# Lee Cattermole
Pour les articles homonymes, voir Cattermole.
Lee Cattermole, né le 21 mars 1988 à Stockton-on-Tees, est un footballeur anglais qui évolue au poste de milieu défensif.

## Biographie
Il inscrit son premier but en championnat le 2 avril 2006 face à Manchester City.
Il joue la finale de la Coupe UEFA en 2006 avec Middlesbrough alors qu'il n'a que 18 ans.
Le 29 octobre 2012, Lee Cattermole prolonge son contrat avec Sunderland jusqu'en 2016.
Le 1er juillet 2019, Sunderland annonce par le biais des réseaux sociaux ainsi que du site officiel que Lee Cattermole quitte le club après y avoir passé dix années.
Le 22 août 2019, il s'engage pour un an avec le club néerlandais du VVV Venlo.
Arrivé en fin de contrat à l'issue de la saison 2019-2020, le VVV Venlo décide ne pas prolonger son contrat en raison des problèmes financiers causés par l’arrêt du championnat dû à la pandémie de Covid-19.

## Palmarès

### En club
- Middlesbrough
  - Finaliste de la Coupe UEFA en 2006

- Sunderland
  - Finaliste de la Coupe de la Ligue anglaise en 2014
  - Finaliste de l'EFL Trophy en 2019

### En sélection
- Équipe d'Angleterre espoirs
  - Finaliste du Championnat d'Europe espoirs en 2009

### Distinctions individuelles
- Élu joueur de l'année du Nord-Est par la Football Writers' Association en 2014